# Lützow-Holm-Bucht
Die Lützow-Holm-Bucht (englisch Lützow-Holm Bay, norwegisch Lützow-Holmfjord und Lützow-Holmbukta) ist eine an der Prinz-Harald-Küste des ostantarktischen Königin-Maud-Landes gelegene Bucht. Sie liegt etwa zwischen 30° und 45° E und 60° bis 70° S und wird im Osten durch die Kronprinz-Olav-Küste, im Westen durch die Riiser-Larsen-Halbinsel begrenzt.
Benannt wurde die Bucht nach dem norwegischen Piloten Finn Lützow-Holm (1890–1950). Dieser war maßgeblich an der vom norwegischen Walfangunternehmer Lars Christensen finanzierten Antarktisexpedition mit dem Schiff Norvegia (1929–1930) beteiligt, die diese Region erforschte und kartierte.
Seit 1957 befindet sich auf der Ost-Ongul-Insel am östlichen Ende der Bucht die japanische Shōwa-Station.